# زاسیه
زاسیه (به صربی: Zaselje) یک منطقهٔ مسکونی در صربستان است که در پوژگا واقع شده‌است. زاسیه ۴۸۲ نفر جمعیت دارد.